# Košutići (Czarnogóra)
Košutići (cyr. Кошутићи) – wieś w Czarnogórze, w gminie Andrijevica. W 2011 roku liczyła 121 mieszkańców.